# Neoechinorhynchus paucihamatum
Neoechinorhynchus paucihamatum är en hakmaskart som först beskrevs av Joseph Leidy 1890.  Neoechinorhynchus paucihamatum ingår i släktet Neoechinorhynchus och familjen Neoechinorhynchidae. Inga underarter finns listade i Catalogue of Life.